# Spilosoma bifasciats
Spilosoma bifasciats là một loài bướm đêm thuộc phân họ Arctiinae, họ Erebidae.